# Cherbezatina badia
Cherbezatina badia är en skalbaggsart som beskrevs av Marc Lacroix 1993. Cherbezatina badia ingår i släktet Cherbezatina och familjen Melolonthidae. Inga underarter finns listade i Catalogue of Life.